# Lingua dei segni italiana

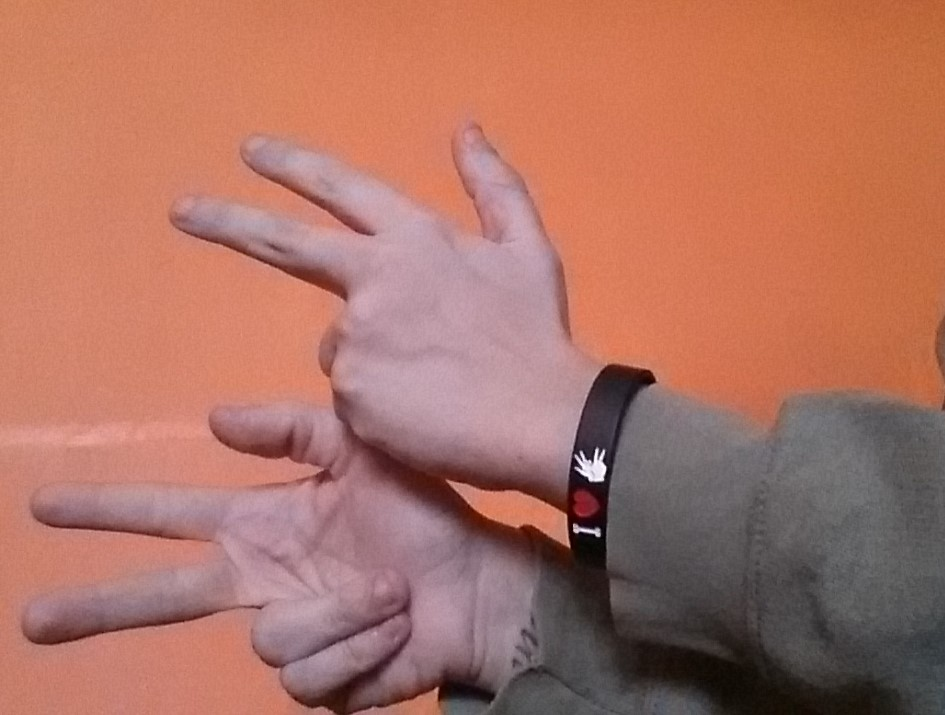
Il segno per segnare in lingua dei segni italiana

La lingua dei segni Italiana, in acronimo LIS, è una lingua naturale composta da circa 170 000 segni, veicolata attraverso il canale visivo-gestuale e utilizzata nel territorio italiano da parte dei componenti della comunità sorda segnante, che possono essere sordi o udenti, segnanti nativi o tardivi.

## Storia
Ricerche linguistiche sulla lingua dei segni italiana si sono sviluppate da pochi decenni nonostante la lingua stessa sia esistita per secoli. Tutto ha inizio nel 1960, anno nel quale William C. Stokoe pubblica Sign Language Structure: An Outline of the Visual Communication System of the American Deaf.
Riconoscendo dapprima la natura linguistica della lingua dei segni, come pure un elemento sequenziale nella sua organizzazione, Stokoe la suddivide poi in unità minime: il suo contributo dà il via a una crescita esponenziale delle ricerche su tale lingua in ogni paese del mondo.
In Italia, solo verso gli anni Ottanta del XX secolo sorgeranno le prime ricerche linguistiche e scientifiche sulla lingua dei segni italiana.
Per la prima volta in 70 anni, nel 2020 il Festival di Sanremo è stato totalmente tradotto nella lingua dei segni, grazie a 15 performer che hanno riprodotto lo spettacolo in diretta in osservanza al contratto di Servizio RAI.

## Linguistica
Essa si differenzia dalla lingua italiana parlata in quanto puramente e schiettamente visiva, con una propria struttura fonologica, morfologica e sintattica; per giunta, è particolarmente usata dalla comunità italiana dei sordi e dai figli di persone sorde.

### Fonologia dei cheremi
La lingua dei segni italiana si compone di otto parametri formazionali (PF), equamente suddivisi in manuali e non manuali, e aventi ciascuno funzione distintiva: infatti, al pari dei fonemi di un sistema linguistico, consentono di identificare delle coppie minime.
A differenza della lingua italiana auditiva (o parlata), poggiante sull'ordine soggetto-verbo-oggetto (SVO), la lingua dei segni italiana presenta frequentemente l'ordine soggetto-oggetto-verbo (SOV), proprietà riscontrata anche in alcune lingue parlate (ad es. in latino, in basco e in giapponese).

#### Componenti manuali
- Configurazione/proforma
- Locazione (luogo di articolazione)
- Movimento (del segno: 'contatto' o 'colpo')
- Orientamento (del palmo o delle dita di una o entrambe le mani)

#### Componenti non manuali
- Sguardo
- Espressione facciale
- Labializzazione / gesto labiale
- Busto

### Morfologia e sintassi
La lingua dei segni italiana è una lingua autentica dal punto di vista sociale, in quanto espressione naturale di una comunità: la comunità dei sordi italiani.
Inoltre, la si può considerare una lingua vera con una struttura e sintassi proprie; anche se differente dall'italiano, può avere incredibili similitudini con altre lingue orali: ad es. i verbi non si coniugano in base al tempo, ma devono concordare sia col soggetto (come in italiano) sia con l'oggetto dell'azione (come avviene in basco).
Per di più, esistono forme pronominali numeriche per indicare 'noi due / voi due' (come il duale del greco antico) e addirittura 'noi cinque / voi quattro / loro tre'.
La concordanza di verbi, aggettivi e nomi non è fondata sul genere (maschile e femminile, come in italiano), bensì sulla posizione nello spazio in cui il segno viene realizzato.
Esistono diverse forme per il plurale normale e il plurale distributivo, distinzione sconosciuta alle lingue europee ma nota in lingue oceaniche.
Il tono della voce è sostituito dall'espressione del viso: c'è un'espressione per le domande dirette («vieni?», «studi matematica?»), una per domande complesse («quando vieni?», «cosa studi?», «perché piangi?»), una per gli imperativi («vieni!», «studia!»), e altre per indicare le frasi relative («il libro che ho comprato», «la ragazza con cui parlavi»).
Il segno di ogni lingua dei segni può essere scomposto in otto componenti essenziali:
movimento, orientamento, configurazione, luogo (ossia le quattro componenti manuali del segno), e sguardo, espressione facciale, labializzazione / gesto labiale e busto (ossia le quattro componenti non manuali).
Si può quindi parlare di coppie minime facendo riferimento a due segni che differiscono soltanto in una delle componenti essenziali.
Rispetto ai parametri formazionali non manuali, si ritiene che le componenti orali, giacché solo a volte espresse da labializzazione simile al parlato, non appartengano propriamente alla lingua dei segni se non per aspetti secondari laddove il segno sia identificabile e pienamente intelligibile grazie alle altre componenti.
Si tratta dunque di un apporto delle lingue orali la cui influenza sulle lingue dei segni si manifesta a causa di un'educazione oppressiva che non permise — e talvolta anche oggi non permette — l'uso naturale della lingua dei segni ai sordi, con evidenti finalità di 'integrazione' (forzata e a senso unico): molti sordi usano segnare il verbo in ultima posizione (ad es. «bambino mamma lui-le-parla») quando comunicano in LIS; tuttavia nelle traduzioni televisive il verbo viene spesso messo in seconda posizione (a imitazione dell'italiano).
Un'alternativa alla LIS, utilizzata principalmente per scopi pratici, è la pseudo-lingua detta italiano segnato, ovvero l'uso dei segni con struttura grammaticale della lingua italiana;
Per giunta, alcune funzioni grammaticali (come la forma interrogativa) vengono espletate dalle espressioni facciali. Tuttavia, con un solo segno incorporante più elementi è possibile rappresentare intere frasi, o comunque loro parti consistenti e significative; esistono perciò segni particolari come i cosiddetti classificatori – i quali svolgono più funzioni.

## Terminologia
È importante non far confusione fra termini solo in apparenza equivalenti quali lingua dei segni e linguaggio dei segni: in realtà il termine "linguaggio" — almeno secondo il De Mauro Paravia — indica in via generica «la capacità innata degli esseri umani di comunicare tra di loro in una o più lingue», a prescindere dal fatto che si usi la voce o il corpo per veicolare i messaggi di tale lingua.
Il termine "lingua" designa quindi un sottoinsieme ben specifico dei vari linguaggi.

## Quadro legislativo
In Svizzera le lingue dei segni sono riconosciute dai rispettivi Cantoni elvetici, come pure dalla Costituzione della Svizzera e dalle costituzioni cantonali.
In Italia, nel 2011, l'attesa di un disegno di legge, ha destato l'attenzione dell'opinione pubblica con la nascita di un movimento, il Movimento LIS Subito!, criticato sia da alcune famiglie che da altre associazioni contrarie al progetto di legge per il riconoscimento legislativo della lingua dei segni italiana. Nell'ottobre del 2017 è stato approvato al Senato il disegno di legge numero 302 Legge quadro sui diritti di cittadinanza delle persone sorde, con disabilità uditiva in genere e sordocieche. Tale proposta non è mai stata approvata dalla Camera.
Da ultimo, nella Repubblica di San Marino è presente una esigua minoranza della popolazione sorda, la quale chiede allo Stato il riconoscimento della lingua dei segni italiana.
In gran parte dei paesi, la lingua dei segni è considerata ufficiale. In Italia, essa non è stata riconosciuta per decenni, allo stesso modo di figure professionali essenziali al supporto della quotidianità delle persone sorde (quali assistenti alla comunicazione ed interpreti), pur garantendo loro la legge 104, che provvede agevolazioni lavorative, a livello scolastico e nella vita di tutti i giorni.
Il 19 maggio 2021, dopo anni di proteste da parte della comunità sorda, la Camera dei deputati ha approvato in via definitiva un disegno di legge (di conversione di un decreto legge, il c.d. Decreto Sostegni) che riconosce, promuove e tutela la lingua dei segni italiana (LIS) e la lingua dei segni italiana tattile (LIST).

## Galleria d'immagini

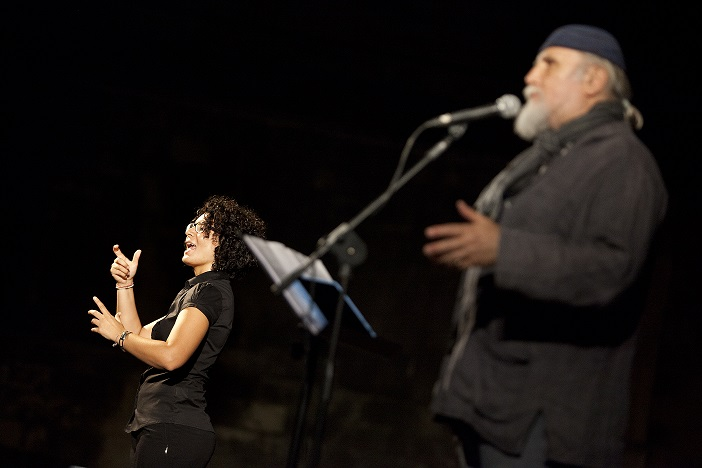
Un'interprete traduce Moni Ovadia in LIS
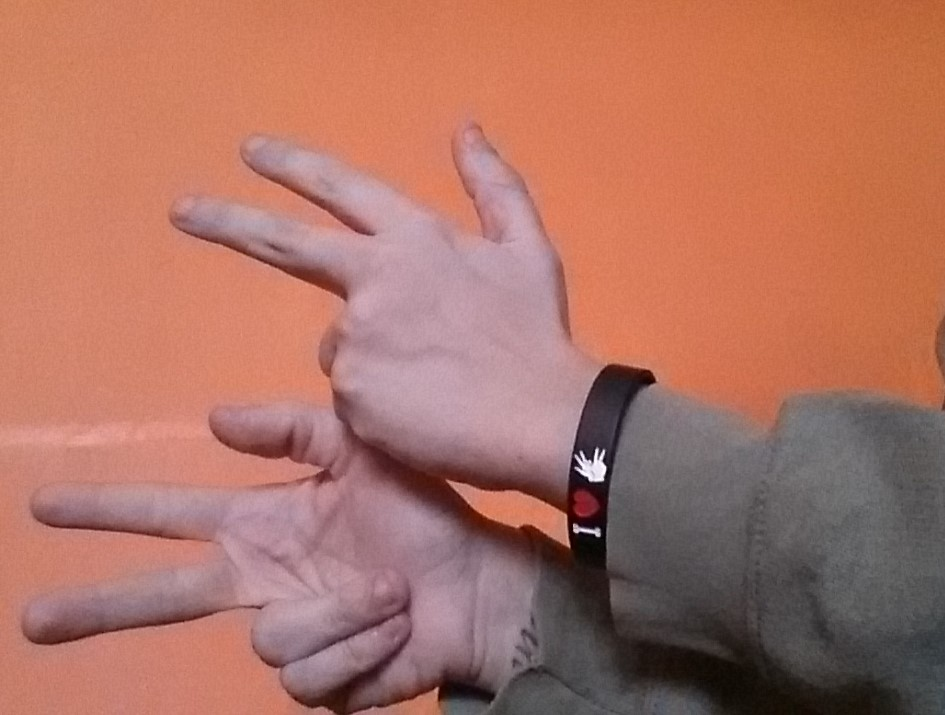
Segnare in lingua dei segni italiana

## Riferimenti normativi
- Decreto ministeriale 10 gennaio 2022 - Disposizioni in materia di professioni di interprete in lingua dei segni italiana e lingua dei segni italiana tattile.